# Matrose

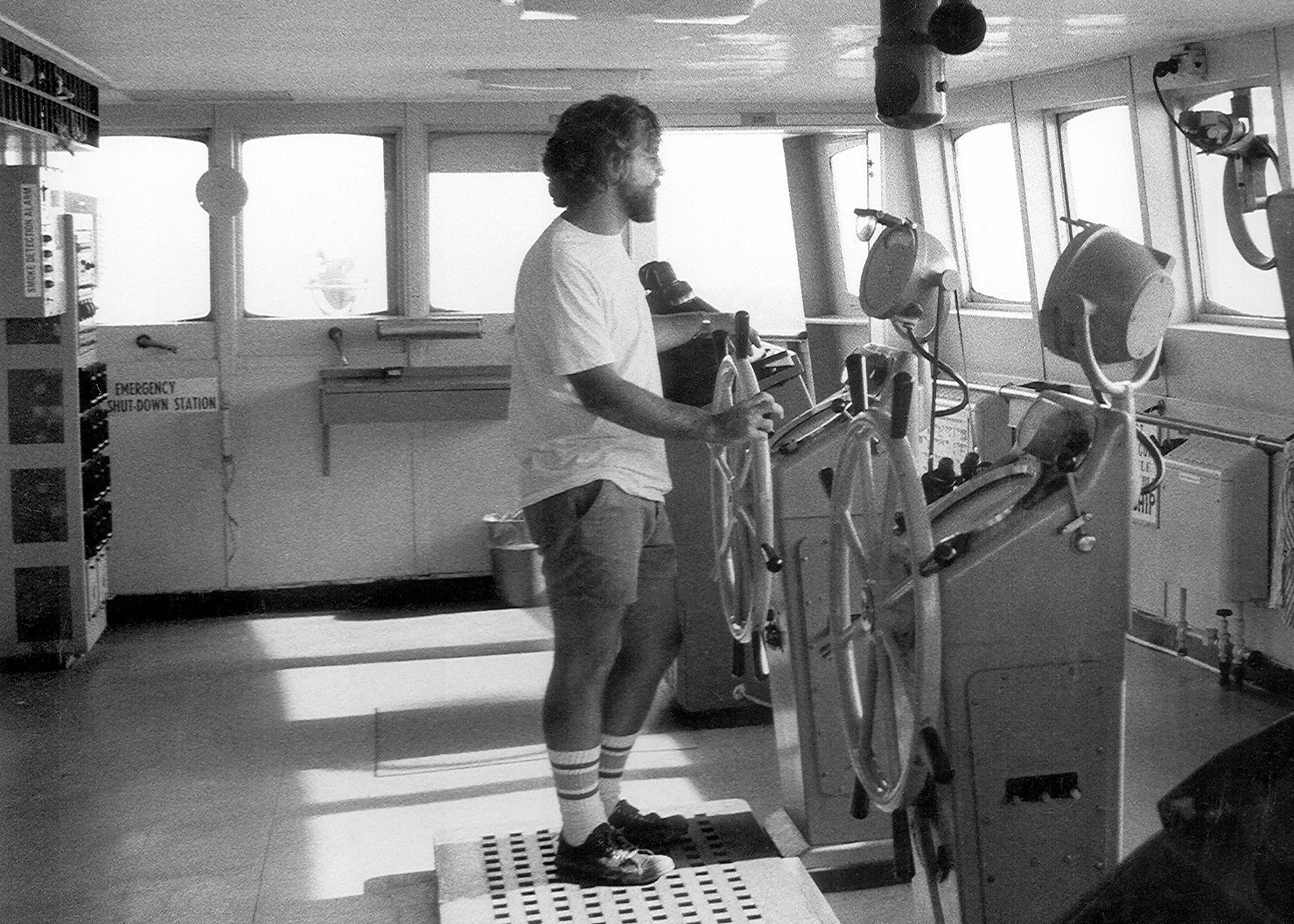
Matrose als Rudergänger

Matrose ist die Funktions- oder Berufsbezeichnung für einen Seemann der Handelsschifffahrt an Deck mit mehrjähriger Ausbildung (auch Vollmatrose). In der Binnenschifffahrt endet die Ausbildung mit einem anderen Abschluss als in der Seefahrt. Ungelernte Seeleute ohne Matrosenausbildung haben die Tätigkeitsbezeichnungen Leichtmatrosen oder Ordinary Seamen (OS). In der deutschen Marine und den Marinestreitkräften weiterer Länder steht der Begriff Matrose für den untersten Mannschaftsdienstgrad ohne anerkannte Ausbildung (NATO-Rangcode OR-1).
Siehe dazu
Anmerkung
- OR - steht für das  en Other (enlisted) Ranks (OR)[1]

## Historische Entwicklung
Der Begriff Matrose geht auf das niederländische Wort matroos zurück, wurde wahrscheinlich umgebildet aus dem französischen matelot, über das altfranzösische matenot. Er geht wohl auch zurück auf das mittelniederländische mattenoot in der Bedeutung Mattengenosse oder Schlafgenosse, woraus der heutige deutschsprachige Begriff Matrose entstand.